# Home Entertainment Suppliers
 (mai 2024).
Si vous disposez d'ouvrages ou d'articles de référence ou si vous connaissez des sites web de qualité traitant du thème abordé ici, merci de compléter l'article en donnant les références utiles à sa vérifiabilité et en les liant à la section « Notes et références ».
Pour les articles homonymes, voir HES.
Home Entertainment Suppliers ou abrégé en HES est une compagnie australienne distribuant des jeux vidéo et des accessoires de jeu.